# Adolf Beckius
Adolf Mauritz Beckius, född den 22 september 1884 i Stockholm, död där den 2 februari 1937, var en svensk ämbetsman. Han var bror till Greta Beckius.
Beckius avlade juris kandidatexamen 1907 och bedrev juridiska studier i München samma år. Han blev förste länsnotarie i Stockholms län 1916, länsassessor där 1918 och landssekreterare 1927. Beckius var Svenska kyrkans representant vid reformationens 400-årsjubileeum i Estland 1924. Han blev riddare av Vasaorden 1926.